# Dimitrana Iwanowa

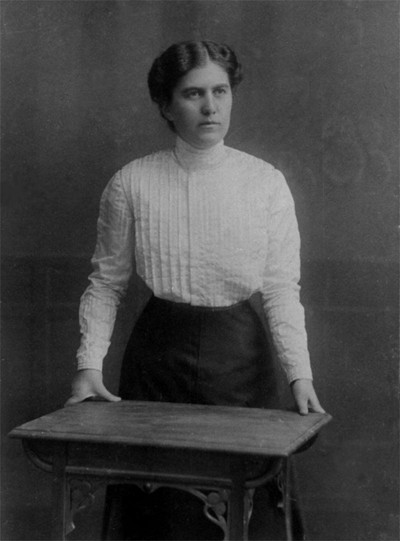
Dimitrana Iwanowa (1906)

Dimitrana Petrowa Iwanowa (bulgarisch Димитрана Петрова Иванова, wiss. Transliteration Dimitrana Petrova Ivanova, geboren am 1. Februar 1881 in Russe; gestorben am 29. Mai 1960 in Sofia) war eine bulgarische Frauenrechtlerin, Lehrerin, Bildungsreformerin und Journalistin.

## Leben
Iwanowa wurde in der bürgerlichen Familie von Stanka und Petar Drumewi geboren. Sie absolvierte das Mädchengymnasium in ihrer Heimatstadt Russe. Mit 16 Jahren ging sie zum Studium der Philosophie und Pädagogik nach Zürich in die Schweiz.
Nach ihrer Rückkehr arbeitete sie als Lehrerin an Mädchengymnasien in Popowo, Schumen, Plewen, Weliko Tarnowo und später in Russe. Ab 1908 war sie Mitglied des Wohltätigkeitsvereins Добродетел (Dobrodetel) in Russe und engagierte sich dort für Frauenbildung und -kultur. Von 1908 bis 1911 war sie Vorsitzende des Vereins.
Journalistisch war sie zunächst freiberuflich zu pädagogischen Themen in den Fachzeitschriften Учител (Utschitel) und Училищен преглед (Utschilischten pregled) tätig. Ab 1905 war sie Mitarbeiterin in den Redaktionen der pädagogischen Zeitschrift Учителска пробуда (Utschitelska probuda) und der Frauenzeitschrift Женски глас (Schenski glas), in letzterer von 1920 bis 1944 als Hauptredakteurin.
Ab 1928 war sie Herausgeberin und Redakteurin der Frauenzeitschrift Жената (Schenata), die sich mit juristischen Fragen des Frauenlebens beschäftigte.
Sie schrieb darüber hinaus eine Vielzahl von Artikeln zu Frauenfragen für diverse Zeitungen und Zeitschriften.
Während der Balkankriege arbeitete Dimitrana Iwanowa als Rotkreuzschwester.
1914 heiratete sie den Sekretär der Handelskammer in Russe, Dontscho Iwanow. In den Jahren 1916, 1917 und 1918 wurden ihre drei Kinder geboren.
In ihrem aktiven Kampf um Frauenrechte stieß sie immer wieder auf die Notwendigkeit juristischer Kenntnisse. Als sie jedoch in den 1920er Jahren an der Sofioter Universität ein berufsbegleitendes Jurastudium aufnehmen wollte, war dies nicht möglich, da nach aktuellen Regelungen weder ihr Schulabschluss noch ihr Auslandsstudium als Zugangsberechtigung ausreichten. Sie holte den Schulabschluss nach, absolvierte das Studium und erreichte 1927 einen ordentlichen Abschluss.
Nach dem Septemberumsturz am 9. September 1944 nahm ihr Leben eine dramatische Wende. Am 28. September 1944 wurde sie wegen ihrer vielfachen Beziehungen zu deutschen Institutionen und Persönlichkeiten verhaftet, nach vier Monaten entlassen und aus Sofia verbannt. Erst 1959 wurde sie vollständig rehabilitiert. Sie zog sich in ihre Heimatstadt Russe zurück, lebte aber später und bis zu ihrem Tod am 29. Mai 1960 wieder in Sofia.

## Politische Tätigkeit
1926 bis 1944 war Dimitrana Iwanowa Vorsitzende des bulgarischen Frauenverbandes. Hier setzte sie sich besonders für die Gleichberechtigung von Männern und Frauen in der Bildung ein, u. a. regte sie die Gründung einer Frauenakademie nach dem Muster der Berliner Sozialen Frauenschule von Alice Salomon an. Sie setzte das Recht der Juristinnen durch, als Anwältinnen und Richterinnen arbeiten zu dürfen, und war selbst eine der ersten Anwältinnen.
Dimitrana Iwanowa trat entschieden für die politische Teilhabe der Frauen ein. Bereits im Juni 1911 hatte sie als Delegierte am Kongress für Frauenwahlrecht des bulgarischen Frauenverbands in Pleven teilgenommen. Nach der bulgarischen Verfassung waren die Frauen von den Parlamentswahlen nicht ausgeschlossen, nahmen jedoch ihr Recht aufgrund traditioneller Verhaltensnormen kaum wahr. Es galt also, Aufklärung und rechtliche Beratung zu betreiben. 1929 war sie Teilnehmerin des Internationalen Kongresses für das Frauenwahlrecht in Berlin. Ab 1937 erhielten in Bulgarien auf Betreiben des Frauenverbandes auch verheiratete, geschiedene und verwitwete Frauen ab dem 21. Lebensjahr das aktive Wahlrecht bei Kommunalwahlen. Das passive Wahlrecht blieb ihnen jedoch weiter verwehrt.
Darüber hinaus nahm Dimitrana Iwanowa engagiert Stellung zu Familienfragen, zur Rolle der Frau als Ehefrau und Mutter, zu Mutterschutz und Kinderschutz. Sie war Mitglied des Vereins zum Kampf gegen Kinderkriminalität, gehörte 1925 zum Gründungskreis des bulgarischen Kinderschutzbundes und war bis 1935 seine Vorsitzende. Sie nahm an den Kongressen der International Alliance of Women 1935 in Konstantinopel und 1939 in Kopenhagen teil.